# Франкистская Испания
Франки́стская Испания (исп. España Franquista; Националистическая Испания, исп. España Nacionalista, также Фашистская Испания, исп. España fascista), официальное название — Испанское государство (исп. Estado Español) — историческое испанское государство, существовавшее между 1936 и 1975 годами, когда Испания находилась под властью диктаторского режима Франсиско Франко, установившегося в ходе гражданской войны и полностью утвердившегося по её окончании в 1939 году.

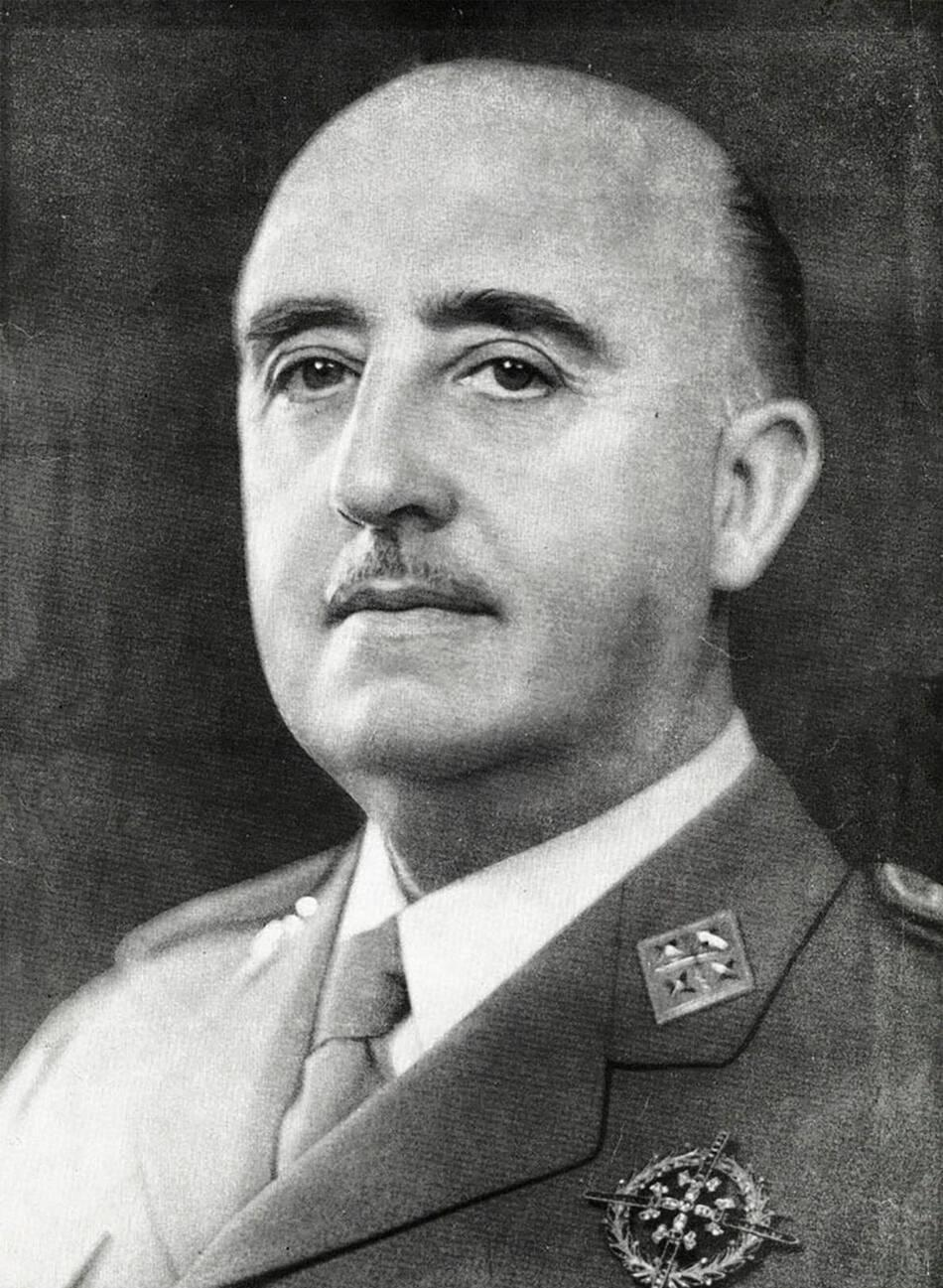
Франсиско Франко

Франкистская политическая система характеризуется либо как авторитарный режим ограниченного консервативного плюрализма с чертами военной диктатуры, пусть изначально и с тоталитарными тенденциями, либо как разновидность тоталитаризма и фашизма, либо как парафашизм или режим незавершённой фашизации; хотя идеологический традиционализм режима в противовес популизму и радикализму в идеологии тоталитарных режимов не даёт охарактеризовать франкизм как тоталитаризм (соответственно теории тоталитаризма), он характеризуется как ближайший к тоталитаризму «сильный авторитаризм» в Европе, в репрессиях более жёсткий, чем «слабый тоталитаризм» фашистской Италии. Отмечается, что режим Франко претерпевал изменения в ходе своего существования и стал смягчаться после Второй мировой войны и с начала 1950-х годов и что режим в период до 1949 (или 1959, в период «первого режима Франко») года можно определить как тоталитарный или квази-тоталитарный и фашистский или квази-фашистский. Сам Франко изначально характеризовал свой режим как тоталитарный, аналогичный Германии и Италии, но в 1942 году стал применять термин тоталитаризм к «большевизму».
Правление режима началось 1 октября 1936 года, власть на некоторых территориях захватили Франсиско Франко и Национальный комитет обороны (часть испанской армии, восставшей против Республики). Режим взял под контроль всю территорию Испании после победы в гражданской войне в Испании коалиции повстанцев-националистов. Кроме поддержки внутри страны, мятеж Франко был поддержан из-за границы салазаровской Португалией, фашистской Италией и нацистской Германией, в то время как Вторая Испанская Республика опиралась на поддержку Советского Союза.
После победы в гражданской войне националисты создали однопартийное авторитарное государство с фактически абсолютной властью Франко. Правящей и единственной партией являлась Испанская Традиционалистская Фаланга союзов национал-синдикалистского наступления (ИТФ СНСН), с 1958 года официально именуемая Национальным движением. Первоначально франкизм обладал чертами, сближавшими его с германским нацизмом: была запрещена деятельность любых еврейских организаций (запрет отменён в 1964 году), цыганам запрещалось собираться в группы более четырёх человек, Высший совет по научным исследованиям публиковал работы, обосновывающие превосходство белой расы над чёрной, использовался римский салют.
Хотя официально во время Второй мировой войны Испания сохраняла нейтралитет, она направила в помощь Германии воевать против СССР «Голубую дивизию», и прогерманская позиция привела её к изоляции после поражения держав Оси в войне. Ситуация изменилась с началом холодной войны, на фоне которой сильная антикоммунистическая направленность Франко естественным образом склонила его режим ко вступлению в союз с Соединёнными Штатами.
В 1947 году Испания была опять объявлена королевством, однако престол оставался незанятым при регентстве «каудильо» Франко. Франко оставил за собой право самому назвать имя человека, который должен быть королём, и намеренно задерживал выбор из политических соображений.
1 апреля 1959 года был открыт мемориальный комплекс Долина Павших, посвящённый памяти погибших в гражданской войне с обеих сторон, но построенный в основном заключёнными республиканцами.
С конца 1950-х годов начался период консервативной модернизации Испании. Новый курс, связанный с большей открытостью страны по отношению к Европе и экономической модернизацией, но в рамках чётких границ франкизма, исключавших демократизацию общественно-политической жизни, поддерживал близкий к Франко министр-адмирал Луис Карреро Бланко. В феврале 1957 года ключевыми фигурами правительства стали члены «Opus Dei» Лауреано Лопес Родо, министр финансов Мариано Наварро Рубио и министр торговли Альберто Ульястрес. В начале 1959 года был принят подготовленный ими стабилизационный план, осуществление которого привело к росту экономики, позже ставшему известным как «испанское экономическое чудо». Планы развития, которые начались в 1964 году, помогли расширить экономику. Развивались сталелитейная, текстильная промышленность, судостроение. Важнейшую роль сыграло открытие Испании как мирового курортного центра. В 1960—1974 годах экономические показатели росли в среднем на 6,6 % в год. Среди компаний, добившихся успеха вследствие подъёма экономики, была основанная в 1956 году Мондрагонская кооперативная корпорация.
10 июля 1962 года Франко назначил начальника Генерального штаба Муньоса Грандеса на вновь учреждённый пост вице-председателя правительства Испании, ставший вторым по значению постом во франкистском режиме. В декрете о назначении было указано, что вице-председатель правительства может заменять главу государства во время отсутствия, болезни или нетрудоспособности последнего. 14 декабря 1966 года на референдуме был утверждён «Органический закон», предусматривавший в случае смерти Франко создание регентского совета и назначение короля и регента. Закон разделял посты главы государства и главы правительства, и после его вступления в силу 10 января 1967 года Муньос перестал быть заместителем главы государства.
В 1969 году будущим королём был объявлен Хуан Карлос де Бурбон как официальный преемник Франко. В июне 1973 Франко ушёл с поста председателя правительства, назначив на него Карреро Бланко. 20 декабря 1973 года Карреро Бланко был убит террористами ЭТА.
После смерти Франко 20 ноября 1975 года Хуан Карлос стал королём Испании. Он сразу же начал процесс перехода страны к демократии, закончившийся установлением парламентской демократии в форме конституционной монархии.
Количество жертв репрессий до сих пор точно не установлено. По словам очевидцев, людей могли убивать даже за непочтительные отзывы о церкви или чтение оппозиционной литературы. По данным историка Пола Престона, после окончания войны «20 000 человек было уничтожено, десятки тысяч погибли в заключении от болезней и голода. Полмиллиона бежало из страны».

## Конституционная основа
«Наш режим — режим открытой, а не закрытой Конституции, готовой ко всем усовершенствованиям, которые требуются страной…»— Ф. Франко

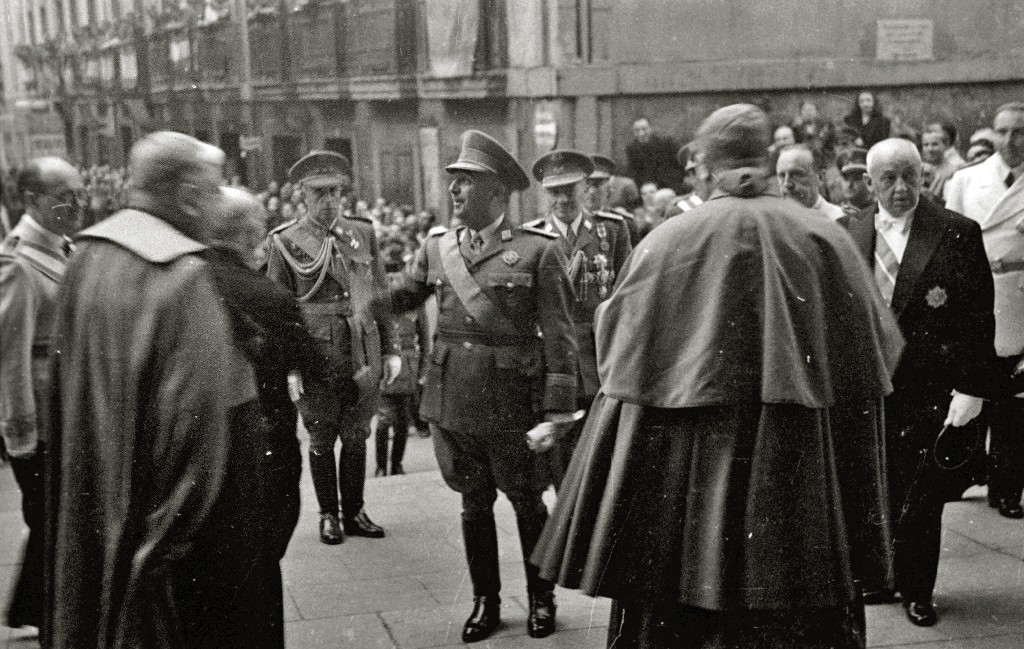
Франко с католическими иерархами, 1946 год

Национал-синдикалистская Испания времён Франсиско Франко не имела единой конституции. Её заменяли семь принятых в разное время «основных законов», которые в совокупности определяли форму правления, основы государственного строя, статус граждан и официальную идеологию:
- декрет об утверждении «Хартии труда» от 9 марта 1938 года
- закон об учреждении испанских кортесов от 17 июля 1942 года
- закон об утверждении «Хартии испанцев» от 17 июля 1945 года
- закон о народном референдуме[исп.] от 22 октября 1945 года[28]
- закон о наследовании поста Главы Государства от 26 июля 1947 года
- закон о «Принципах национального движения» 1959 года
- «Органический закон о государстве» 1966 года

Франкистский режим, создав синдикалистскую структуру, «если бы захотел, мог иметь управляемую синдикалистскую систему. Но не захотел… Франко и большинство его последователей сами не были особо заинтересованы в этой теории и считали, что это лишь средство контроля рабочего класса».

### Вертикальные синдикаты
«Хартия труда» излагает важные принципы «корпоративного строя» в Испании. Во всех отраслях производства и экономики создаются государственные «вертикальные синдикаты» (то есть построенные не по классовому, а по иерархическому принципу), объединяющие в единой организации рабочих, предпринимателей и технический персонал. «Вертикальные синдикаты» являются «орудием на службе государства», которое через них оказывает своё влияние на экономику страны. Синдикаты организуются по отраслевому признаку. Руководящие органы первичных организаций синдикатов, создаваемые на каждом предприятии или группе предприятий, формально являются выборными, причём большинство председателей синдикатов — предприниматели.
Руководила синдикатами Испанская Традиционалистская Фаланга. Она была широко представлена в высших органах государства. Гражданские губернаторы провинции являются одновременно провинциальными вождями фаланги. Аппарат фаланги проявляет активность в социально-культурной области, однако в политической действительности фаланга представляет лишь мертвый бюрократический скелет партии. Провинциальный и центральный аппарат синдикатов в соответствии с «Хартией труда» в «обязательном порядке» занимаются членами правящей ИТФ СНСН. Правительство назначает «национального делегата» (руководителя) и членов «национального совета синдикатов»; этот совет в свою очередь назначает «национальных делегатов (руководителей) отраслевых синдикатов» и представителей центральной организации в провинциях; «провинциальные делегаты» назначают руководителей местных отделений синдикатов.
Членство рабочих, служащих, инженеров и предпринимателей в синдикатах обязательно. Выборы от синдикатов в кортесы (как и в местные органы) производятся на основе сложной системы, в несколько этапов. Первый этап предусматривает раздельное голосование по «социальным» (рабочим) и «экономическим» (предпринимательским) хунтам с неодинаковым избирательным цензом для рабочих и предпринимателей. Выборы прокурадоров от общин также не прямые. Каждый общинный совет сначала избирает выборщиков, которые затем собираются в столице провинции и избирают абсолютным большинством голосов представителя общинных советов. Прокурадоры рассматриваются не как представители народа, не как депутаты, а как представители, доверенные корпорации.

### Кортесы
Ко́ртесы состоят из прокурадоров, представляющих не нацию, а корпорации (государственные «вертикальные синдикаты», муниципалитеты, университеты, профессиональные объединения). Прямых выборов в кортесы не производится. Часть прокурадоров (до 50 человек) за «особые заслуги» назначается непосредственно каудильо, с правом в любой момент отменить своё назначение. 191 прокурадор получает свои посты в кортесах ex officio, то есть в силу занимаемой государственной должности. Сюда относятся: члены национального совета Испанской Традиционалистской Фаланги (103 человека), члены правительства (18 человек), председатели Государственного совета, Верховного суда и Верховного совета военной юстиции (3 человека), алькальды 50 провинциальных центров и городов Сеуты и Мелильи (52 человека), ректоры университетов (12 человек), президенты Испанского института, Высшего совета научных исследований и Института гражданских инженеров (3 человека).
Остальная часть прокурадоров избирается соответствующими «корпорациями» на срок в 3 года (с правом переизбрания).
100 прокурадоров избирается местными органами власти (по 2 от каждой из 50 провинций). 19 прокурадоров избирают научные и культурно-просветительные учреждения, торговые палаты и профессиональные объединения (коллегии) адвокатов, судебных работников, врачей, фармацевтов, архитекторов и т. д.
Наиболее многочисленной является группа прокурадоров, избираемая государственными «вертикальными синдикатами». В соответствии с законом о создании кортесов от 17 июля 1942 года количество членов кортесов, избираемых синдикатами, не должно превышать одной трети общего числа прокурадоров. Специальные постановления регулируют порядок выборов от каждой корпорации.
Общее число прокурадоров — 443 (на 1956 год).
Кортесы функционируют на пленарных заседаниях и комиссиях. Согласно закону о регламенте кортесов в них образуются 17 комиссий. Руководит всем законодательным процессом президент кортесов. Существует, кроме того, постоянная комиссия кортесов, работающая в перерывах между сессиями. Министры, заместители государственных секретарей, вице-секретари министерств, национальные делегаты фаланги, а также директора департаментов министерств могут принимать участие в заседаниях комиссий, когда рассматриваются дела, относящиеся к соответствующим ведомствам.
Законодательная инициатива принадлежит в основном правительству, вносящему законопроекты на рассмотрение кортесов. Комиссии кортесов имеют право выдвигать свои предложения о рассмотрении тех или иных законопроектов. Однако в повестку дня кортесов эти предложения вносятся лишь с согласия правительства.

### Местные органы власти
Система местных органов власти Испании строилась в основном в соответствии с положениями декрета об административном и избирательном режиме от 17 июля 1945 года.
Территория Испании делится на 50 провинций. Во главе провинций стоят губернаторы, назначаемые правительством. В каждой провинции имеется так называемая провинциальная депутация (провинциальный совет), две трети членов которой выделяются муниципалитетами и одна треть — «корпорациями».
Каждая провинция объединяет по нескольку десятков муниципалитетов. Во главе муниципальных советов стоят алькальды, назначаемые правительством (в провинциальных центрах) или гражданскими губернаторами провинций (в остальных муниципалитетах).
Муниципальные советы образуются путём выборов по сложной системе. Одна часть муниципальных советников избирается прямым голосованием глав семей, внесённых в избирательный список. Вторую часть избирают представители, выделенные «вертикальными синдикатами» каждого округа. Затем муниципальные советники, избранные главами семей и представителями «вертикальных синдикатов», на совместном заседании избирают ещё часть советников из списков, предоставляемых «корпорациями».

## Автаркия и социально-экономические реформы
Решение экономических проблем Франко и его окружение надеялись найти на путях создания системы автаркии — экономики, которая сама себя обеспечивала, максимальная независимость от импорта. Осенью 1939 года были приняты законы, направленные на защиту национальной промышленности, в частности ограничивались иностранные капиталовложения в испанские предприятия долей в 25 %, которые практически подчинили деятельность значительного количества промышленных предприятий государственному контролю.
24 октября 1939 года был издан закон «Об учреждении и защите промышленных предприятий национального значения», а месяц спустя, 24 ноября 1939 года — закон «О принципах и границах вмешательства государства в промышленность», в которых определялись основные направления развития промышленности, причём особое внимание уделялось добывающей горнорудной промышленности. Эти законы фактически подчинили деятельность значительного числа промышленных предприятий государственному контролю. Государство через министерство промышленности регулировало распределение сырья, топлива, электроэнергии, давало разрешения на открытие новых и модернизацию старых предприятий, устанавливало стандарты и фиксировало цены. Большую роль при этом оказывали «вертикальные синдикаты». Комментируя роль синдикатов, газета «Информасьонес де Мадрид» оценила их как систему самоуправления в экономике, открывающую Испании «путь к управляемой экономике».
Реформы республиканцев и разруха, порождённая гражданской войной, привела в упадок сельское хозяйство страны. Ещё до окончания гражданской войны была создана Генеральная дирекция экономической и социальной земельной реформы. 18 октября 1939 года в Бургосе приступил к работе Национальный институт колонизации, выступавший посредником между помещиком и крестьянином по продаже земли. У помещиков покупались малоценные земли и после проведения на них мелиоративных работ продавались в рассрочку крестьянам. Существовала система строгого государственного регулирования цен сбыта сельхозпродукции.
По закону от 25 сентября 1941 года был создан Институт национальной промышленности — государственно-монополистическое объединение, в задачу которого входило образование и содействие становлению тех промышленных предприятий, деятельность которых обеспечивала необходимые условия для дальнейшего развития системы автаркии. Денежные средства института формировались за счёт бюджетных ассигнований, банковских кредитов и облигаций. Большинство предприятий, построенных на эти средства, подчинялись Институту. В 1941 г. было создано государственное объединение «Национальная сеть железных дорог», которому принадлежало 5/6 железнодорожного транспорта.
К 1942 году относится первая попытка «планирования» развития электротехнической и химической промышленности. Трёхлетний план предусматривал создание предприятий; «Сефа-Нитро», «Нитратос де Кастилья», электротехнического концерна «Сальтос дель Дуэро», электрического концерна «Идроэлектрика эспаньола», концерна искусственного волокна «Миранда дель Эбро» и др

## «Испанское экономическое чудо»
Сформированное в 1957 году правительство, в котором ведущую роль играли технократы из «Опус Деи», проводило политику, направленную на либерализацию и модернизацию испанской экономики.
В период с 1961 по 1974 год среднегодовой рост ВВП Испании превысил 7 %. Из развитых стран лишь Япония по этому показателю обгоняла Испанию в этот период. С 1959 по 1975 год доля сельского хозяйства в структуре ВВП сократилась с 23 % до 9 %, в то время как доля промышленности выросла с 34 % до 42 %, а услуг — с 43 % до 49 %. С 1960 года по 1975 год 7 млн испанцев переселились из сельской местности в города.

## Внешняя политика

### Во время Второй мировой войны
После начала Второй мировой войны 4 сентября 1939 года Франко объявил Испанию нейтральной страной. Однако Испания всячески помогала странам «оси». Испания поставляла в нацистскую Германию и фашистскую Италию продовольствие, минеральное сырье и боеприпасы. Также, Испания являлась одним из главных кандидатов на вступление в неосуществившийся военный союз Латинской Оси, который должен был укрепить нацистский режим в Западной Европе.
В июне 1940 года Франко объявил Испанию не нейтральной, а лишь «невоюющей» страной. Тогда же Испания захватила международную зону Танжер, а в декабре 1942 года было объявлено о включении Танжера в состав Испании. В октябре 1940 года на границе Испании и Франции состоялась встреча Франко с Адольфом Гитлером, на которой был подписан секретный протокол, по которому Испания обязывалась (без указания конкретных сроков) начать военные действия против Великобритании (этого так и не произошло). В 1941 году «Голубая дивизия» из испанских добровольцев была направлена на советско-германский фронт.
В октябре 1943 года Франко вновь объявил Испанию нейтральной страной.
В конце 1944 года Франко направил письмо британскому премьеру Уинстону Черчиллю с предложением помощи в борьбе с экспансией СССР.

### В послевоенный период
В 1945 году на Потсдамской конференции была достигнута договоренность, блокирующая вступление Испании в ООН. Генеральная Ассамблея ООН в конце 1946 года рекомендовала всем странам-членам ООН отозвать своих послов из Испании. В Испании остались только послы Португалии, Ватикана и Аргентины.
Однако 31 октября 1950 года США и Великобритании удалось провести через Генеральную Ассамблею ООН решение об отмене дипломатических санкций против Испании.

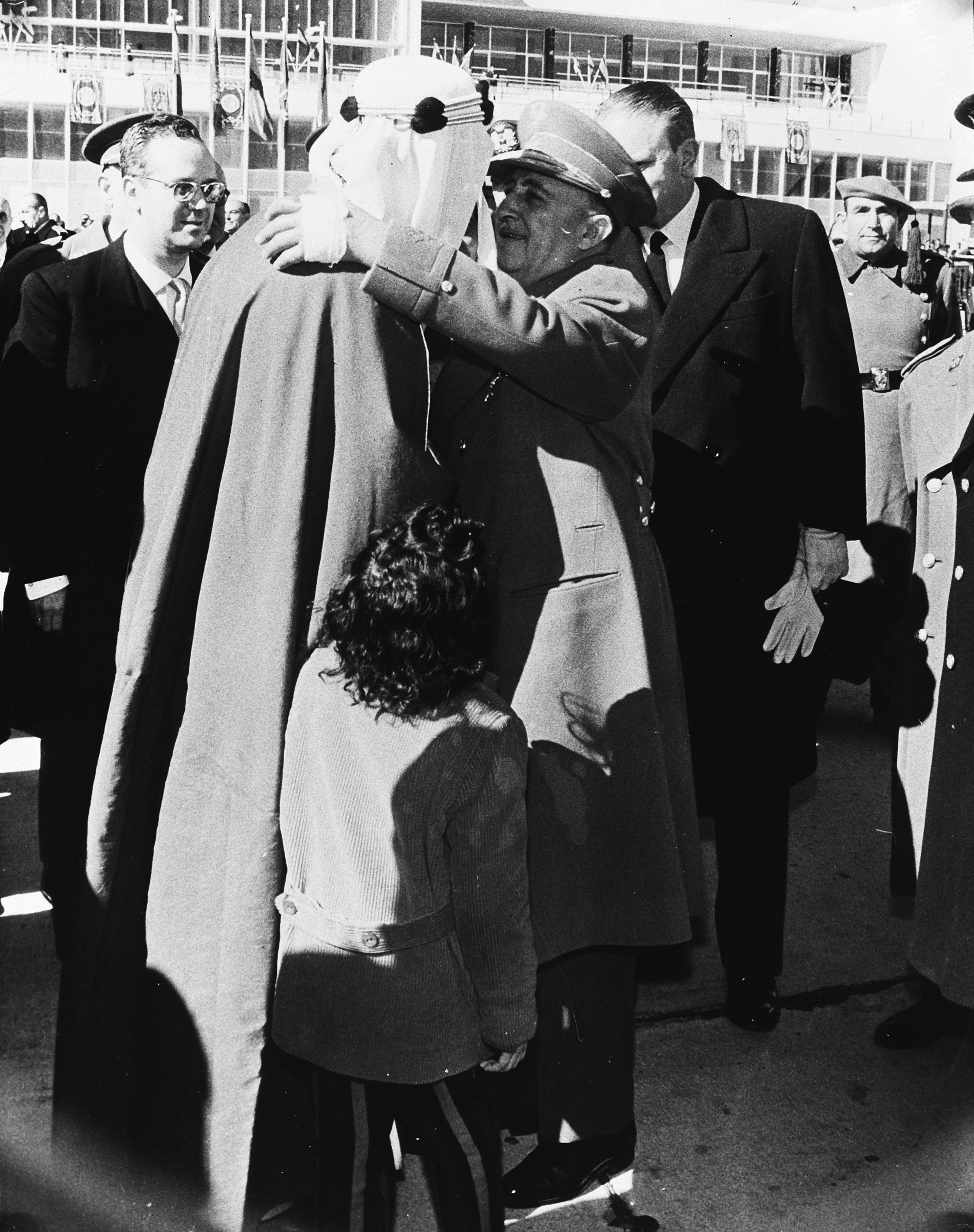
Франко и король Саудовской Аравии Сауд ибн Абдул-Азиз Аль Сауд в Мадриде, 1962

В 1953 году США и Испания заключили соглашение.
В 1955 году Испания была принята в ООН.
В 1962 году Испания направила просьбу о начале переговоров с целью вступления в ЕЭС. В 1970 году в Люксембурге был подписан протокол о предоставлении Испании режима благоприятствования в торговле со странами-членами ЕЭС.
В 1968 году Испания признала независимость своей колонии Экваториальная Гвинея, в том же году согласилась передать Марокко свое колониальное владение Ифни.
В 1970 году был заключён договор о дружбе и сотрудничестве между Испанией и США.

## Сопротивление франкизму
Несмотря на поражение в гражданской войне, прекращать сопротивление многие сторонники республиканцев не собирались. В 1939—1944 годах по всей территории Испании (особенно в Арагоне, Андалусии, Галисии и Каталонии) действовали небольшие разрозненные партизанские отряды. В рядах партизан в 1939—1940 годах было до 40 тысяч человек.
Почти сразу после падения Франции в 1940 году многие ветераны-республиканцы присоединились к французскому движению Сопротивления — испанские партизанские отряды принимали участие в боевых действиях против режима Виши и немецких оккупационных войск во Франции. После освобождения Франции в 1944 году, многие из этих бойцов переориентировали свою деятельность на борьбу с фашизмом у себя на родине. Несмотря на провал вторжения в Валь-д’Аран, кое-кому удалось прорваться в глубь страны и продолжить партизанскую войну против режима Франко. Она продолжалась до 1952 года.
После этого вооружённую борьбу против режима вели террористические леворадикальные группировки Революционный антифашистский и патриотический фронт, Внутренняя защита Революционные интернационалистские группы действия, Группа Первого мая, Иберийское освободительное движение, ГРАПО.
В конце 1940-х — начале 1950-х годов в Испании происходили крупные забастовки под экономическими лозунгами. Весной 1962 года в Испании началась новая волна забастовок. В 1962 году бастовало 660 тысяч человек, в 1963 году — 500 тысяч, в 1964 году — более 680 тысяч.
В 1956 году в Мадриде произошли массовые студенческие выступления, вызвавшие правительственный кризис. К середине 1960-х годов студенческие протесты стали важным фактором борьбы за демократию.
Национальные движения в Каталонии и в Стране Басков вели борьбу за восстановление автономии. В 1959 году была создана баскская организация ЭТА, которая выдвигала лозунги борьбы против франкистской диктатуры и за предоставление Стране Басков независимости. Свой первый теракт ЭТА совершила 2 августа 1968 года, когда был убит руководитель Политического управления полиции города Сан-Себастьян М. Мансанас, известный своим садизмом по отношению к политическим заключённым. В декабре 1970 года состоялся судебный процесс над 16 членами ЭТА, обвиняемыми в причастности к убийству М. Мансанаса. Подсудимые обвиняли диктатуру в попрании элементарных прав и свобод басков. Этот процесс способствовал росту популярности ЭТА как в Испании, так и за рубежом. 6 подсудимых были приговорены к смертной казни, но из-за международной кампании в их защиту Франко был вынужден заменить им смертный приговор на длительное тюремное заключение.
В июле 1974 году в Париже ведущие антифранкистские партии договорились о создании широкого оппозиционного альянса «Демократическое объединение Испании». В 1975 году была сформирована «Платформа демократического объединения», в которой главную роль играли молодые лидеры ИСРП во главе с Ф. Гонсалесом и А. Геррой.

## Кризис франкизма
В 1967 году Франко под давлением Л. Карреро Бланко и министров-технократов согласился с принятием Органического закона о государстве, в соответствии с которым было произведено разделение постов главы государства и главы правительства, была проведена частичная реформа Кортесов, определены возможности для создания политических ассоциаций, но при условии, что они разделяют основные принципы франкизма. 22 июля 1969 года по предложению Франко его преемником в случае смерти был назначен принц Хуан Карлос Бурбон.
В 1969 году было сформировано новое правительство, которое возглавил Карреро Бланко. В 1973 году Франко из-за болезни был вынужден временно передать управление страной Карреро Бланко. Но 20 декабря 1973 года Л. Карреро Бланко был убит боевиками ЭТА. После этого Франко назначил председателем правительства К. Ариаса Наварро.
Политический курс, проводившийся Ариасом Наварро, подвергался критике со стороны реформаторских кругов франкизма. Даже убежденные франкисты требовали принятия конкретных мер по реформированию страны.
20 ноября 1975 года Франко умер, и главой государства стал король Хуан Карлос I. Председателем правительства 4 декабря король утвердил Ариаса Наварро. Правительство К. Ариаса Наварро объявило частичную амнистию и приняло ряд других мер, направленных на некоторую либерализацию режима. В 1976 году были приняты закон о собраниях и манифестациях, а также закон о праве на политические ассоциации, допускавший создание политических партий. Но Кортесы не допустили внесения изменений в уголовное законодательство, по которому сурово наказывались организаторы и участники запрещенных политических ассоциаций и партий.
1 июля 1976 года правительство Ариаса Наварро ушло в отставку и сформировать новое правительство было поручено Адольфо Суаресу. Новое правительство предложило провести всеобщие выборы в стране не позднее 30 июня 1977 г. В июле 1976 года и в марте 1977 года были объявлены амнистии, освободившие большинство политических заключённых.
Был выдвинут законопроект «О политической реформе», предусматривавший двухпалатные Генеральные кортесы, депутаты которых избирались всеобщим, прямым и тайным голосованием (за исключением 20 % сенаторов, назначавшихся королём). Генеральные кортесы наделялись правом вносить изменения в «Основные законы» периода франкизма или отменять их. Действовавшие франкистские Кортесы 18 ноября 1976 года одобрили этот законопроект, после чего он был вынесен на референдум. 15 декабря 1976 года законопроект поддержало 94,2 % принявших участие в голосовании, и он приобрёл силу закона.
8 октября 1977 года в правительственной резиденции Монклоа был созван «круглый стол» представителей политических партий и профсоюзов, на котором были приняты так называемые Пакты Монклоа. Они предопределили мирный переход от авторитаризма к демократии.
Чтобы обеспечить плавный переход к демократии, так называемый «Пакт о забвении» гарантировал отсутствие судебного преследования виновных в преступлениях диктатуры. С другой стороны, франкистские памятники, такие как мавзолей Долина Павших, перестали использоваться для официальных мероприятий. Кроме того, праздник День Победы был переименован в День вооружённых сил, чтобы отдать дань уважения националистическим и республиканским партиям.